# دانشگاه آموزش الکترونیکی مصر
دانشگاه آموزش الکترونیکی مصر (به عربی: الجامعة المصریة للتعلم الإلکترونی) یک دانشگاه در مصر است که در استان جیزه واقع شده‌است.